# A Quiet Place
|  | Aquest article tracta sobre l'òpera. Si cerqueu la pel·lícula de 2018, vegeu «Un lloc tranquil». |

A Quiet Place (literalment en català, "Un lloc tranquil") és una òpera estatunidenca en tres actes, amb música de Leonard Bernstein sobre un llibret de Stephen Wadsworth. Es tracta d'una seqüela de l'òpera curta de Bernstein, de 1951, titulada Trouble in Tahiti (Problema en Tahití). En el seu format inicial, l'òpera A Quiet Place consistia en un únic acte, i va ser estrenada el 17 de juny de 1983, en un programa doble: Trouble in Tahiti, entreacte, i A Quiet Place. La versió de tres actes data del 1984, i el segon acte consisteix en un recordatori de l'òpera Trouble in Tahiti.

## Història
L'estrena es va produir el 17 de juny de 1983 a la Houston Grand Opera, amb l'assistència de Leonard Bernstein. Va rebre crítiques molt dures ("dir que el resultat va ser un fracàs és escriure-ho amablement"), per la qual cosa Bernstein i Wadsworth van retirar l'òpera i la van revisar. Algunes escenes van ser suprimides, i es va incorporar l'òpera curta Trouble in Tahiti com un flashback, ocupant gairebé tot el segon acte de la nova versió en tres actes de A Quiet Place. La versió revisada va ser interpretada a La Scala de Milà i a l'Òpera de Washington l'any 1984. Novament van revisar l'obra, i l'abril de 1986 es va estrenar aquesta tercera versió a l'Òpera de l'Estat de Viena, sota la batuta del compositor, i amb Wendy White en el paper de Dinah. Aquestes interpretacions van ser enregistrades per la Deutsche Grammophon per a ser posteriorment distribuïdes comercialment. L'estrena al Regne Unit va tenir lloc l'any 1988, al Corn Exchange Theatre de Cambridge, amb la presència del compositor.
A l'octubre de 2010, la New York City Opera va presentar per primera vegada l'obra a Nova York, en una producció de Christopher Alden. En contrast amb les crítiques de les primeres estrenes, no gaire bones, la producció d'Alden va rebre elogis de crítics i audiències.

## Argument

### Pròleg
Un cor canta frases tallades, com ara "My Heart Shall Be Thy Garden", "Cakes and Friends We Choose With Care", i "Lost Time is Never Found". Alguns d'aquests temes es repetiran al llarg de tota l'òpera. Mentrestant, se senten veus com a reacció a un accident de cotxe. La víctima és Dinah, una dona mare de dos fills.

### Acte 1
Amics i familiars es reuneixen al funeral de Dinah. Entre els convidats es troben el germà de Dinah (Bill), la seva millor amiga (Susie), el seu psicoanalista, el seu metge de família i la seva dona (senyor i senyora Doc), i els seus fills (Dede i Junior). Sam, vidu de Dinah, roman immòbil i aïllat en un racó. Les persones estan absorts en els seus propis pensaments i no es comuniquen entre ells. En una sèrie de converses fragmentades discuteixen les circumstàncies de la mort de Dinah (l'accident de cotxe del pròleg), plorant la seva pèrdua i explicant quelcom sobre la història de la família al llarg dels anys. Dede i Junior viuen al Quebec amb un canadenc de parla francesa, François, el qual havia tingut una relació sentimental amb Junior, està ara casat amb Dede. Junior, que té un historial de malaltia mental, no ha vist al seu pare en gairebé 20 anys, i Sam mai havia vist abans al seu gendre.
Quan tothom Junior ha arribat, excepte Junior, el director de la funerària anuncia una cerimònia de lectures i records. Doc llegeix el llibre dels Proverbis, la senyora Doc unes línies triades per Sam d'un llibre de d'Elizabeth Barrett Browning; Bill i Susie recorden escenes de la vida de Dinah; Dede llegeix fragmetns de Kahlil Gibran, fins que trenca a plorar i François ha de llegir per ella. L'entrada sobtada de Junior interromp la cerimònia, i ningú el saluda. Al final de les lectures els hostes desfilen per davant del taüt de Dinah i surten, deixant a Sam, Junior, Dede, i François un davant l'altre per primera vegada.
Les primeres paraules de Sam són per a Junior, donant pas a una confusa explosió de 30 anys d'ira, venjança, i pena, dirigida als tres joves. Sam trenca a plorar, però ningú se li acosta. Junior, Dede, i François -a través de cartes mig oblidades a casa- recorden un temps, fa molt, quan els fills estaven a prop dels seus pares. Junior trenca l'encanteri dels records amb un espetec i aborda al seu pare amb violència. Junior comença a rimar -un símptoma de la seva psicosi- i provoca a Sam amb un blues improvisat. Arriben a les mans, i la tapa del taüt cau amb estrèpit. Sam surt amb fúria, després Dede i François. Junior, sol, pren consciència del seu desordre, i passa tendrament la mà sobre el taüt de la seva mare.

### Acte 2
(Incorporant Trouble in Tahiti):
Escena 1
A casa, al vespre del mateix dia, Sam es troba sol al dormitori principal. S'emprenya al llegir vells diaris personals de Dinah, però s'adona també de l'amor que sent per ella i de quant la troba a faltar. El diari evoca uns records de fa 30 anys...
Escena 2
L'escena s'inicia amb una cançó de jazz tipus scat cantada per un trio de jazz, que anuncia els encants de l'ideal vida familiar a "Suburbia, EUA" als anys 1950s. Són esmentats pel seu nom diversos suburbis pròspers estatunidencs, com ara Wellesley Hills, Shaker Heights, Highland Park, i Beverly Hills.
En la seva "petita casa blanca", Sam i Dinah, joves, es barallen durant l'esmorzar. Entre altres coses, ella li acusa d'haver tingut un afer amb la seva secretaria, a la feina. Després de deu anys de matrimoni, tots els dies són iguals. Ambdós desitjarien ser amables l'un amb l'altre, però en realitat no hi ha cap comunicació real entre ells.
A la seva oficina, el jove Sam tanca un acord, signant un préstec de negocis amb el seu ímpetu habitual. El trio de jazz exalça la seva visió pels negocis i el seu gran cor. Al sofà del seu psiquiatre, Dinah relata un somni: mentre ella tracta de trobar la sortida d'un somort jardí, una veu la cridar, amb la promesa que l'amor la portaria a "un lloc tranquil". El jove Sam crida a la seva secretària (a la que no es veu) al seu despatx, i directament li pregunta si alguna vegada ell han intentat seduir-la, assumint la demora en la resposta per part d'ella com una resposta afirmativa.
A l'hora de dinar, els joves Sam i Dinah es troben casualment al carrer, sota la pluja. Ambdós pretenen tenir cites per dinar en un altre lloc, i llavors s'adonen que tots dos estan mentint. Què ha passat, es pregunten, per apaivagar així el nostre amor? Podrien trobar el camí per tornar al jardí on tot va començar?
Escena 3
El records del vell Sam s'interrompen quan Dede arriba a visitar-lo. A mesura que regiren les caixes de cartró i roba de l'armari de Dinah, comencen a poder-se comunicar l'un amb l'altre. Al costat, a l'habitació de Junior, Francois s'enfronta a Junior pel seu comportament a la funerària. La ira de François provoca a Junior una fase psicòtica que li porta, a través d'algunes associacions doloroses, a una important revelació: que ell estima i necessita al seu pare. Mentrestant, Dede ha intentat posar-se un vestit que a Sam li recorda fortament a Dinah jove. Pare i filla s'abracen, Junior s'esfondra en els braços de François.
Dede i François es troben al passadís - ella està eufòrica, ell esgotat. Francois es descompon en els seus braços, vençut per la intensitat del dia, i Dede el consola. Commogut per la seva força, l'abraça apassionadament. Quan se'n van, Sam entra a l'habitació de Junior. Intenta besar el seu fill adormit, però no pot encara: Junior es troba encara massa trasbalsat. Sam veu un trofeu esportiu en un prestatge, i això li torna a revifar la memòria...
Escena 4
L'escena s'inicia amb el trio de jazz reprenen el tema del somni suburbà americà.
En una tarda llunyana, en comptes d'anar a un acte a l'escola de Junior, el jove Sam va competir i guanyar un trofeu d'handbol. Al dutxar-se havia proclamat que hi ha alguns homes, com ara ell, que són uns guanyadors nats, i alguns homes "que mai, mai guanyaran".
També evitant l'acte a l'escola de Junior, Dinah va anar a veure una pel·lícula — un musical en technicolor anomenat Trouble in Tahiti. El troba horrible, però queda atrapada per la trama, especialment pel nombre musical de l"Illa Màgica". Tot d'una, torna a la realitat i marxa cap a casa per a preparar el sopar. El jove Sam s'acosta a la seva porta a la nit amb el seu trofeu, però amb por - fins i tot els guanyadors "ho han de pagar car".
A mesura que el trio de jazz canta, els joves Sam i Dinah parlen de tenir una xerrada després del sopar, però no poden fer cap progrés. El jove Sam suggereix, no sense un cert cansament, d'anar al cinema - un nou musical sobre Tahití. Dinah, amb tristesa, es mostra d'acord. Dolguts per la pèrdua de la màgia entre ells, busquen la màgia de pagament de les pantalles.
El vell Sam recorda...

### Acte 3
Dede s'aixeca d'hora l'endemà al matí, i birba l'altre temps esplèndid jardí de la seva mare, ara amb molta vegetació. Percep la presència invisible de Dinah i parla amb ella, recordant quan eren a prop l'una de l'altra. Junior, de molt bon humor, apareix amb l'esmorzar. Germà i germana recreen esmorzars dels seus pares, imitant-los en tant que busca-raons. François s'uneix a ells enmig d'un joc de marcar, i en un altre trio de records - pels quals el temps s'atura - reviuen la primera vegada que es van veure Dede i François, uns 10 anys enrere..
Ara el vell Sam apareix al jardí i es reinicia el joc. Acaba quan Sam decideix que en comptes de ser marcat per François, obrirà els seus braços cap a ell per donar-li la benvinguda a la família. Sam llegeix en veu alta el diari de Dinah. L'última entrada que llegeix fa riure a tothom, i així alliberen una part de la seva tristesa. Els fills comenten que estan pensant d'allotjar-se uns pocs dies a casa de Sam, i els quatre s'imaginen amb eufòria l'alegria d'estar junts - fins que un petit desacord es converteix en un argument viciós. En el seu punt culminant Junior llança el diari de Dinah en l'aire, i tot el que han aconseguit des de la desfeta a la funerària cau al seu voltant. S'aturen, la seva còlera passa, i observen les pàgines del diari escampades per terra. Pensaments de Dinah i les seves paraules per terra, i reconeixen, un per un, que poden d'aprendre a comunicar-se -de fet, que han d'aprendre- encara que sigui difícil per ells. Un cop més es troben a prop l'un de l'altre.

## Personatges i intèrprets de l'estrena
| Paper                                              | Tessitura    | Estrena, 17 de juny de 1983 (Director: John DeMain) |
| -------------------------------------------------- | ------------ | --------------------------------------------------- |
| Sam                                                | Baríton      | Chester Ludgin                                      |
| Dinah, la dona de Sam                              | Mezzosoprano | Diane Kesling                                       |
| Dede, filla de Sam i Dinah                         | Soprano      | Sheri Greenawald                                    |
| Junior, fill de Sam i Dinah                        | Baríton      | Timothy Nolen                                       |
| François, parella de Junior, després marit de Dede | Tenor        | Peter Kazaras                                       |
| Sam de jove                                        | Baríton      | Edward Crofts                                       |

## Enregistrament
- Deutsche Grammophon 419 761-2: Beverly Morgan, Wendy Blanc, Peter Kazaras, Chester Ludgin, John Brandsetter, Edward Habilitats; Jean Kraft, Louise Edeiken, Kurt Ollmann, Mark Thompsen; Orquestra Simfònica de la Ràdio Austríaca; Leonard Bernstein, director[9]